# Aéroport régional de Waco
Pour les articles homonymes, voir ACT.
L'aéroport régional de Waco (code IATA : ACT • code OACI : KACT • code FAA : ACT) dessert la ville de  Waco au Texas.
Il a été construit en 1941, juste avant l'entrée en guerre des États-Unis.

## Situation
| Abilene Austin Beaumont Corpus Christi Dallas Love Dallas-Fort Worth East Texas Easterwood El Paso Houston · George-Bush Houston-Hobby Killeen · Fort Hood Laredo Lubbock Preston Smith McAllen Miller Midland Rick Husband Amarillo San Angelo San Antonio Tyler Pounds Valley Victoria Waco Wichita Falls |

## Compagnies et destinations
| Compagnies                          | Destinations      |
| ----------------------------------- | ----------------- |
| American Eagle (compagnie aérienne) | Dallas-Fort Worth |